# Erik Adlerz
Erik Wilhelm „Loppan” Adlerz (ur. 23 lipca 1892 w Sztokholmie, zm. 8 września 1975 w Göteborgu) – szwedzki skoczek do wody. Trzykrotny medalista olimpijski.
Brał udział w czterech igrzyskach olimpijskich (IO 08, IO 12, IO 20, IO 24). W skokach z wieży w 1912 wywalczył dwa złote medale, w 1920 sięgnął po srebro. Ponadto w karierze wywalczył m.in. 22 tytuły mistrza kraju.
Jego siostra Martha również była olimpijką.